# Lucas Till
Lucas Daniel Till (født 10. august 1990) er en amerikansk skuespiller. Han har medvirket i en række film og tv-serier, herunder roller i House, MacGyver-serien, Hannah Montana: The Movie, X-Men: First Class og X-Men: Days of Future Past. Till har desuden også medvirket i musikvideoen til Taylor Swifts sang, "You Belong with Me".

## Liv og karriere
Till blev født i Fort Hood, Texas, USA, som søn af Dana Till (født Brady) og John Till, en oberstløjtnant i United States Army . Han har en yngre bror ved navn Nick, som er syv år yngre. Till tilbragte det meste af sin barndom i Marietta, Georgia. Han gik på Kell High School. Efter optagelserne til Hannah Montana: The Movie i Savannah, vendte Till hjem igen for at dimittere fra Kell High School, klasse fra 2008. Efter eksamen flyttede han til Los Angeles, Californien for at forfølge sin skuespillerkarriere.

Tidligt i sit liv, blev Tills forældre opmærksomme på hans evne til at efterligne stemmer og andre personer. Joy Pervis opdagede Till mens han gik på en lokal skuespillerskole. Da han var 10 år, begyndte han at lave reklamer. I en alder af 12, blev han castet i filmen The Adventures of Ociee Nash, hvor han spillede Harry Vanderbilt, bøllen der mobber hovedpersonen. I 2004 spillede Till rollen som Jay i spillefilmen Lightning Bug der blev filmet i Fairview , Alabama. Hans første store filmrolle var Jack Cash, den ældre bror til Johnny Cash, der dør i en savværksulykke, i filmen, Walk the Line. Efter Walk the Line, medvirkede Till i en række uafhængige film for Lifetime Television. I 2008 var Till til audition til Hannah Montana: The Movie, hvor han fik rollen som Travis Brody. I et interview omkring filmen, fortalte han, at han før optagelserne aldrig havde redet en hest før. Till anførte endvidere, at han ikke har nogen aktuelle planer for en anden Disney-film. Han arbejdede sammen med actionfilm skuespiller Jackie Chan i filmen, The Spy Next Door, hvor Till spiller rollen som en russisk spion. Han medvirkede også i Taylor Swifts musikvideo "You Belong with Me" i 2009. Han var desuden også med i en episode af tv-serien House, og Leo Lille Big Show sammen med Emily Osment.
I 2008 medvirkede Till som Jensen i Gregg Biskops horror-komedie Dance of the Dead.
Den 8. juli 2010, blev det offentligt, at han var blevet castet i rollen som Alex Summers/Havok i X-Men spin-off filmen, X-Men: First Class. I 2013 medvirkede han i filmen All Superheroes Must Die, og i 2014 vendte han tilbage som Alex Summers/Havok i efterfølgeren X-Men: Days of Future Past. Till skal desuden også spille med i actionfilmen Monster Trucks, der bliver instrueret af Blue Sky Studios' grundlægger Chris Wedge.

## Filmografi

### Film
| Film | Film                             | Film                    | Film                   |  |
| År   | Film                             | Rolle                   | Bemærkning             |  |
| ---- | -------------------------------- | ----------------------- | ---------------------- |  |
| 2003 | The Lovesong of Edwerd J. Robble | Michael                 | Kortfilm               |  |
| 2003 | The Adventures of Ociee Nash     | Harry Vanderbilt        |                        |  |
| 2004 | Pee Shy                          | Chad                    | Kortfilm               |  |
| 2004 | Lightning Bug                    | Jay Graves              |                        |  |
| 2005 | Walk the Line                    | Jack Cash               |                        |  |
| 2006 | The Other Side                   | Unge Samuel North       |                        |  |
| 2008 | Dance of the Dead                | Jensen                  |                        |  |
| 2009 | Laid to Rest                     | Butiksassistent         |                        |  |
| 2009 | Hannah Montana: The Movie        | Travis Brody            |                        |  |
| 2009 | Lost & Found Family              | Justin                  |                        |  |
| 2010 | Spy Next Door                    | Larry                   |                        |  |
| 2011 | Battle: Los Angeles              | Korporal Scott Grayston |                        |  |
| 2011 | X-Men: First Class               | Alex Summers/Havok      |                        |  |
| 2011 | All Superheroes Must Die         | Cutthroat / Ben         |                        |  |
| 2012 | Someone Like You                 |                         | Kortfilm               |  |
| 2012 | Dark Hearts                      | Sam                     |                        |  |
| 2013 | Stoker                           | Chris Pitts             |                        |  |
| 2013 | Crush                            | Scott Norris            |                        |  |
| 2013 | Wet and Reckless                 | Toby 'Dollars'          | Direct-to-video og VOD |  |
| 2013 | Paranoia                         | Kevin                   |                        |  |
| 2014 | Wolves                           | Cayden Richards         |                        |  |
| 2014 | Kristy                           | Aaron                   |                        |  |
| 2014 | X-Men: Days of Future Past       | Alex Summers/Havok      |                        |  |
| 2014 | Strings                          | Josh Harvest            |                        |  |
| 2015 | Monster Trucks                   |                         | Filmer                 |  |
| 2016 | X-Men: Apocalypse                | Alex Summers / Havok    | Filmer                 |  |

### TV
| TV        | TV                     | TV                       | TV                                                  |
| År        | Titel                  | Rolle                    | Bemærkning                                          |
| --------- | ---------------------- | ------------------------ | --------------------------------------------------- |
| 2006      | Not Like Everyone Else | Kyle Kenney              |                                                     |
| 2008      | House                  | Simon                    | Episode: "Joy to the World"                         |
| 2009      | Medium                 | Adam Mankowitz           | Episode: "Things to Do in Phoenix When You're Dead" |
| 2009      | Fear Clinic            | Brett                    | Episode: "Scotophobia" og "Hydrophobia"             |
| 2010      | Blue Mountain State    | Golden Arm / Matt Parker | Episode: "The Legend of the Golden Arm"             |
| 2013      | Coffee Break           | Sig selv                 | Gæst, E!: Entertainment Television Latin Amerika    |
| 2016 - nu | MacGyver               | Angus MacGyver           | Hovedrolle                                          |

### Musikvideoer
| Musikvideoer | Musikvideoer         | Musikvideoer | Musikvideoer              |
| År           | Titel                | Artist       | Bemærkning                |
| ------------ | -------------------- | ------------ | ------------------------- |
| 2009         | "You Belong With Me" | Taylor Swift | Fyr Taylor er forelsket i |

## Priser
| År   | Prisuddeling       | Pris                            | Resultat  | Bemærkning                |
| ---- | ------------------ | ------------------------------- | --------- | ------------------------- |
| 2009 | Teen Choice Awards | Choice Movie Actor: Music/Dance | Nomineret | Hannah Montana: The Movie |
| 2009 | Teen Choice Awards | Choice Movie Liplock            | Nomineret | Hannah Montana: The Movie |
| 2011 | Teen Choice Awards | Choice Movie Chemistry          | Nomineret | X-Men: First Class        |